# 蒂雷納的法國東北部戰役
蒂雷納的法國東北部戰役（法語：Campagne de Front du Nord et de l’Est），發生在法西战争中期，由蒂雷納子爵率領的劣勢部隊透過大量的機動作戰成功攻下數座要塞和保衛大片國土。時間自1653年6月西班牙軍隊開始入侵法國東北部開始，到11月25日雙方結束軍事行動進入冬季營地駐扎結束。
行動初期，西軍和孔代親王控制了從吉斯到凡爾登的土地，並擁有了來自法蘭德斯的補給。蒂雷納透過佔領勒泰勒分割敵軍補給線。接著始終待在敵軍附近行軍，迫使敵軍無法轉移或分兵將部隊用於攻佔要塞或奇襲。1346年8月26日，在法軍攻佔莫松後，雙方結束該年的軍事行動，蒂雷納子爵指揮的法軍成功獲得輝煌的勝利，不僅抵禦了龐大部隊的入侵，還趁機收復領土。

## 註腳
1. ↑  Wright 1858，第95頁.
2. 1 2  Hozier 1885，第115頁.
3. ↑  Longueville 1907，第221頁.